# Домінік Янков
Домінік Янков (болг. Доминик Ивилин Янков, нар. 28 липня 2000, Торонто, Канада) — болгарський футболіст, півзахисник клубу МЛС «Монреаль».

## Ігрова кар'єра

### Клубна
Домінік Янков народився в Канаді, в місті Торонто. Там він і почав займатися футболом в приватній футбольній академії. В 2013 році футболіст переїхав до англійського «Сандерленда», де провів три роки. Після чого приєднався до молодіжної команди болгарського клубу «Лудогорець». У 2017 році Янков брав участь у Юнацькій лізі, а також був в резервному складі на матчі першої команди «Лудогорця».
Взимку 2018 року Янков пройшов міжсезонні збори з головною командою клубу. Дебют в першій команді Янкова відбувся 12 травня 2018 року у матчі чемпіонату країни проти столичного «Левські». Сезон 2019/20 Янков провів в оренді в клубі Першої ліги «Ботев» (Враца).
Після результативної гри в складі «Ботева» Янков повернувся до «Лудогорця», де зайняв постійне місце в основі команди. разом з командою футболіст дебютував у матчах Ліги чемпіонів. У вересні 2020 року Янков підписав з клубом новий довготривалий контракт.
В січні 2024 року Домінік Янков перейшов до канадського клубу МЛС «Монреаль».

### Збірна
Домінік Янков народився в Канаді в родині болгарських переселенців. І має право грати за збірні як Канади так і Болгарії. Він починав грати за юнацькі збірні Канади. 8 жовтня 2020 року у матчі плей - оф Ліги націй за вихід на Євро - 2020 проти команди Угорщини Янков дебютував у складі національної збірної Болгарії.

## Титули
Лудогорець
 Чемпіон Болгарії (6): 2017/18, 2018/19, 2020/21, 2021/22, 2022/23, 2023/24
 Переможець Суперкубка Болгарії (3): 2019, 2021, 2022
 Переможець Кубка Болгарії: 2022/23